# Avraham Kalfon
Avraham Kalfon (hebrejsky אברהם כלפון‎, 16. prosince 1900 – 4. července 1983) byl sionistický aktivista, izraelský politik a poslanec Knesetu za stranu Mapaj.

## Biografie
Narodil se v Tiberiasu v tehdejší Osmanská říši (dnes Izrael). Vystudoval školu napojenou na síť Alliance Israélite Universelle a Reálnou školu v Haifě. Na ní pak v letech 1955–1958 vyučoval.

## Politická dráha
V letech 1919–1923 působil jako tajemník židovské komunity v Haifě a v letech 1923–1948 jako člen výboru židovské komunity v tomto městě. Roku 1919 spoluzakládal asociaci Techija zaměřenou na propagaci hebrejského jazyka. Roku 1924 se stal ředitelem organizačního oddělení výkonného výboru odborové centrály Histadrut. Provozoval v Haifě klub Histadrutu orientovaný na arabské dělníky. Patřil mezi zakladatele Bialikovy technické a obchodní střední školy v roce 1926 a zasedal ve správní radě školy až do roku 1935. V letech 1927–1983 byl předsedou Sefardského výboru v Haifě. V letech 1958–1966 byl úředníkem ministerstva vnitra se zodpovědností za sever Izraele.
V izraelském parlamentu zasedl poprvé po volbách v roce 1951, kdy kandidoval za Mapaj. Mandát ale získal až dodatečně, v červenci 1952, jako náhradník poté, co zemřel dosavadní poslanec Eli'ezer Kaplan. Byl členem parlamentního výboru pro vzdělávání a kulturu, výboru House Committee a výboru pro záležitosti vnitra.